# Visions (série télévisée)
Pour les articles homonymes, voir vision et visions.
Production
Diffusion

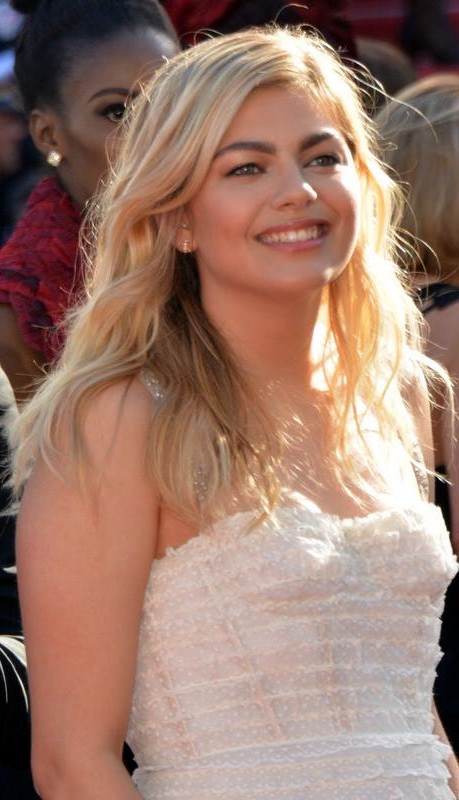
Louane.

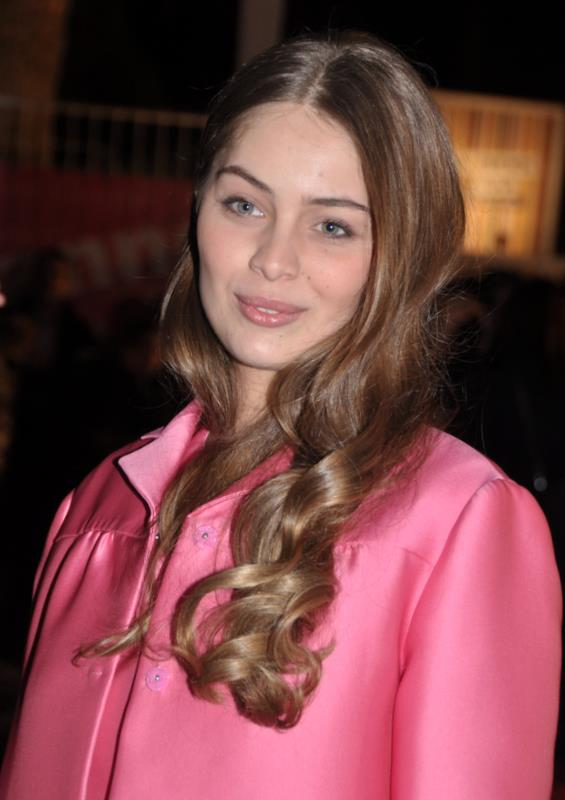
Marie-Ange Casta.

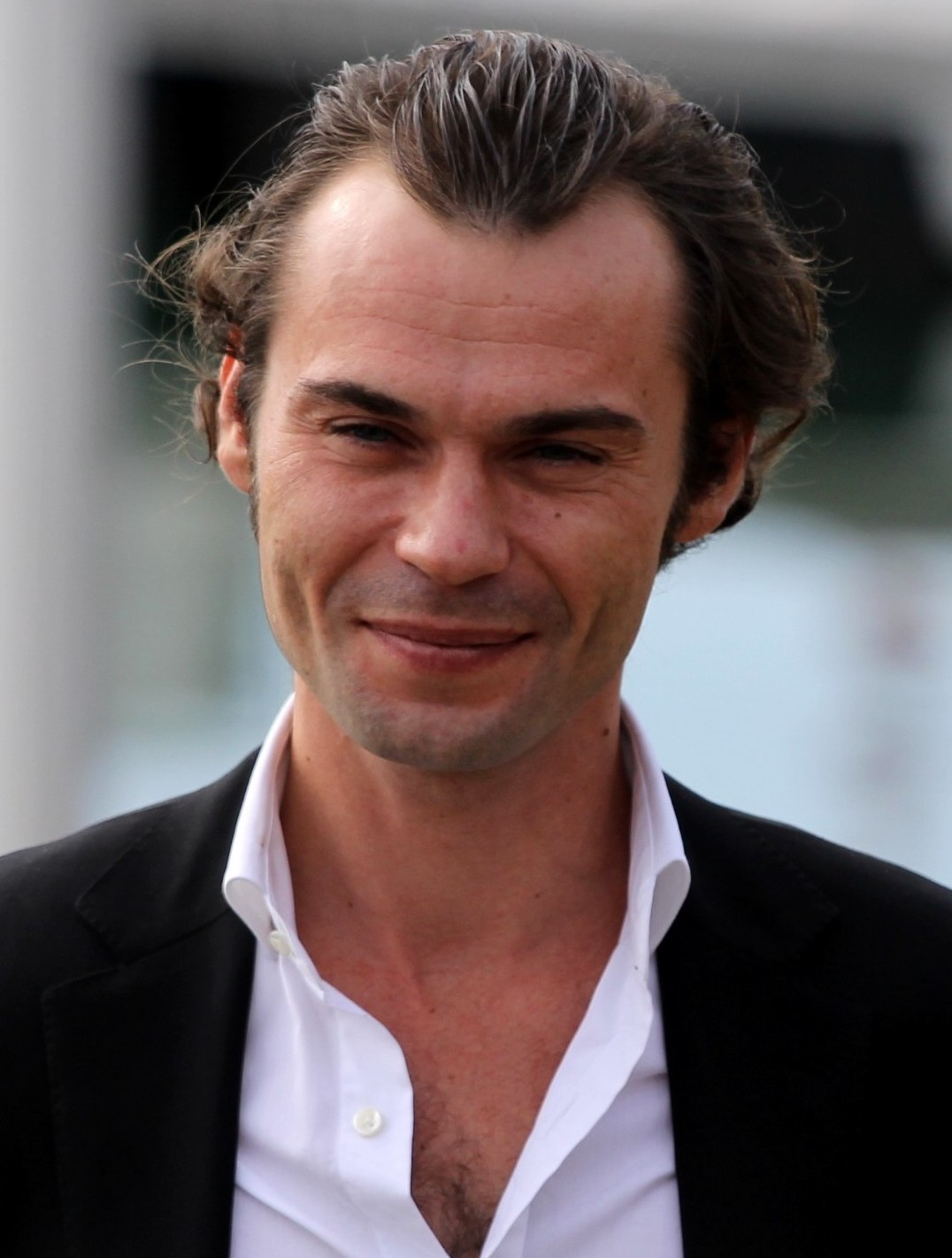
Robinson Stévenin.

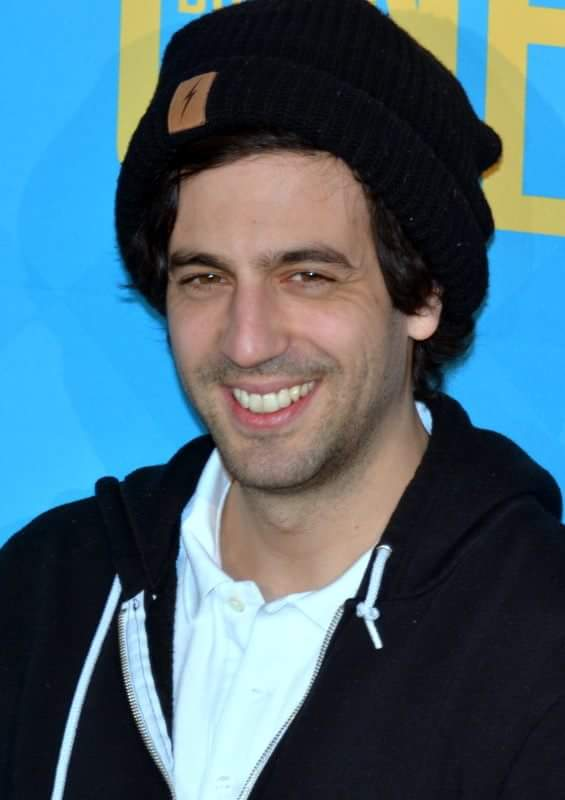
Max Boublil.

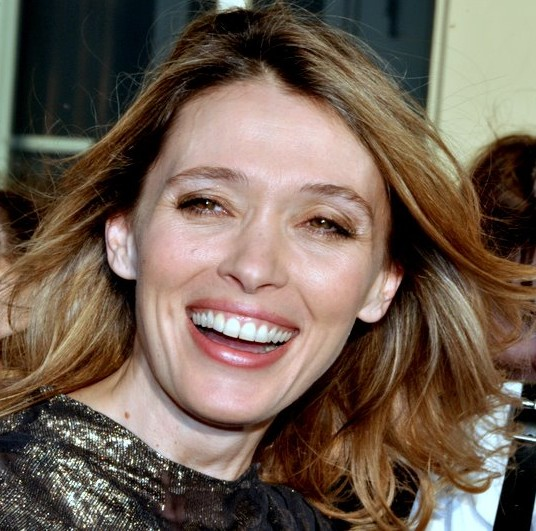
Anne Marivin.

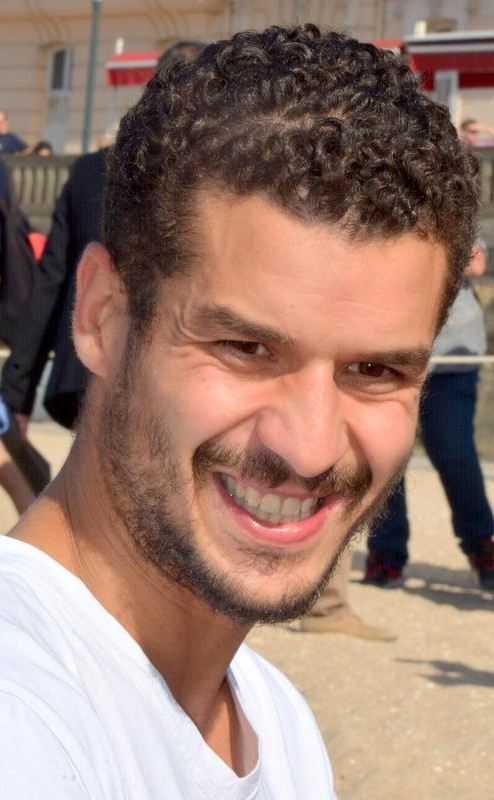
Soufiane Guerrab.

Visions est une série télévisée franco-belge réalisée par Akim Isker d'après un scénario de Jeanne Le Guillou et Bruno Dega et diffusée en Belgique  à partir du 8 mai 2022 sur La Une et en France à partir du 16 mai 2022 sur TF1.
Cette fiction, présentée hors compétition en avant-première mondiale le 3 avril 2022 au festival Canneseries, est une coproduction de Hanoï Productions, The Film TV, TF1, Be-Films et la RTBF (télévision belge).

## Synopsis
Une petite fille de onze ans disparaît lors de la fête d'anniversaire de sa mère : Diego, son cousin de huit ans, manifeste alors d'étranges visions qui alertent le capitaine de gendarmerie chargé de l'enquête ainsi que sa compagne, une jeune psychologue,,,,,,,,.
La jeune psychologue constate que le récit et les dessins du petit garçon évoquent des affaires criminelles non résolues, ce qui amène la gendarmerie à envisager la piste d'un tueur en série,,.
Un lien particulier se crée entre la jeune femme et le petit garçon, d'autant que ce dernier semble être lié à des éléments du passé de la jeune femme,,,,,,.

## Distribution
Famille de Sarah
- Louane : Sarah Sauvant, psychologue
- Alice Soyez : Maya Galbez (Sarah enfant, avant son placement en famille d'accueil)
- Clémentine Verdier : Sylvie Galbez, mère de Maya
- Oscar Fretin : Andrea  Galbez, frère de Maya
- Martine Schambacher : Lydie, mère d'accueil de Maya / Sarah

Famille et entourage de Diego et Lily
- Léon Durieux : Diego Mariani
- Marie-Ange Casta : Chloé, mère de Diego
- Robinson Stévenin : Gary Mariani, père de Diego
- Max Boublil : Benjamin Calandra (Ben), compagnon de Chloé
- Ambre Quinchon : Lily
- Sophie Cattani : Laëtitia, mère de Lily
- Clément Bresson : Jeff, père de Lily
- Théophile Leroy : Sacha, cousin de Lily
- Anne Marivin : Sandrine Thureau, mère de Sacha

Gendarmerie de  Forcalquier
- Soufiane Guerrab : capitaine Romain Sauvant
- Jean-Hugues Anglade : lieutenant Gérald Chabasse
- Bruce Dombolo (en) : sous-lieutenant Ruben Sadri
- Florence Janas : adjudant Camille Delorme

Autres personnages
- Julien Boisselier : Stéphane Morand, le maire
- Christiane Millet : la juge
- Patrick Raynal : Dr Simon Faubert
- Francis Renaud : Emmanuel Trabuc, ancien associé des parents de Lily
- Séverine Ragé : Jocelyne Trabuc
- Marie-Laurence Tartas : Mona Loizot, psychologue de la police
- Léo Legras : Didier Bell

## Production

### Genèse et développement
Cette fiction est une coproduction de Hanoï Productions, The Film TV, TF1, Be-Films et la RTBF (télévision belge), réalisée avec la participation de la Radio télévision suisse (RTS) et le soutien de la Région Provence-Alpes-Côte d'Azur,,.
La série est créée et écrite par Jeanne Le Guillou et Bruno Dega,,,,,.
Elle est présentée hors compétition, en avant-première mondiale, le 3 avril 2022, au festival Canneseries.
Cette série marque le retour à la fiction de Louane, qui avait brillé au cinéma en 2014 avec son excellente performante dans La Famille Bélier d'Éric Lartigau, qui lui avait permis de remporter le César du meilleur espoir féminin en 2015,.
Ce qui l'a surtout convaincue de jouer dans Visions, c'est d'avoir face à elle un enfant, le jeune Léon Durieux : « C'est un jeu particulier que je souhaitais explorer, d'autant plus que la relation entre mon personnage et celui de Diego est aussi singulière qu'importante pour résoudre l'énigme de la disparition d'une petite fille ». Pour se préparer à ce rôle, Louane a été aidée de sa coach, Catherine Chevallier, mais aussi de sa petite sœur, étudiante en psychologie.

### Tournage
Le tournage se déroule du 17 mai au 13 août 2021 en grande partie dans le département des Alpes-de-Haute-Provence, principalement à Forcalquier,,, mais également à Volx, Digne-les-Bains, Les Mées et Montagne de Lure.

### Fiche technique
Sauf indication contraire, les informations mentionnées dans cette section peuvent être confirmées par les bases de données cinématographiques IMDb et Allociné,  présentes dans la section « Liens externes ».
- Titre original : Visions
- Genre : drame policier fantastique
- Réalisation : Akim Isker
- Scénario et création : Jeanne Le Guillou et Bruno Dega
- Musique : Éric Neveux
- Décors : Jean-Jacques Gernolle
- Costumes : Muriel Legrand
- Photographie : Julien Bullat
- Directeur de production : Olivier Garabedian
- Son : Benoît Guérineau
- Montage : Aurique Delannoy
- Production : Pauline Eon, Michaël Gentile, Lauraine Heftler et Édouard de Vesinne
- Sociétés de production : Hanoï Productions, The Film TV, TF1, Be-Films et la RTBF (télévision belge), avec la participation de la Radio télévision suisse (RTS)[2],[3],[4]
- Sociétés de distribution : TF1 (France), RTBF (Belgique)
- Pays de production :  France /  Belgique
- Langue originale : français
- Nombre de saisons : 1
- Nombre d'épisodes : 6
- Format : couleur
- Durée : 52 minutes
- Dates de première diffusion :
  - France : 3 avril 2022 (Canneseries)[10] ; 26 avril 2022 (Salto)[14] ; 16 mai 2022 (TF1)
  - Belgique : 8 mai 2022[15],[12]

## Accueil

### Critiques
Alexandre Letren, du site VL-Media, ne tarit pas d'éloges pour la série : pour lui, il faut souligner « la réalisation méticuleuse, soignée et digne d'Akim Isker qui donne une étoffe, une aura très forte à cette histoire ». « Non seulement une nouvelle fois TF1 montre qu'elle aime et surtout qu'elle sait prendre des risques mais en plus, avec Visions, elle nous adresse un coup émotionnel fort auquel on ne s'attendait pas ».
Pour Télé 7 jours : « On se retrouve vite happé par l'enquête qui prend une tournure inattendue à la suite des visions du petit Diego. Louane réussit son pari pour sa 1ère série » et pour Télé-Loisirs : « ce drame réussit à plonger le téléspectateur au cœur d'une intrigue mystérieuse et addictive ».

### Audiences

#### En Belgique
En Belgique, la série est diffusée les dimanches vers 21 h sur La Une par salve de deux épisodes du 8 au 22 mai 2022,.
| Épisode        | Diffusion            | Diffusion         | Audience moyenne          | Audience moyenne                       | Réf.   |
| Épisode        | Jour                 | Horaire           | Nombre de téléspectateurs | Part de marché (sur les 4 ans et plus) | Réf.   |
| -------------- | -------------------- | ----------------- | ------------------------- | -------------------------------------- | ------ |
| 1              | Dimanche 8 mai 2022  | 20 h 57 - 21 h 57 | 175 611                   | N/A                                    | [ 18 ] |
| 2              | Dimanche 8 mai 2022  | 21 h 57 - 23 h 04 | 175 611                   | N/A                                    | [ 18 ] |
| 3              | Dimanche 15 mai 2022 | 20 h 56 - 22 h 00 | 118 748                   | N/A                                    | [ 18 ] |
| 4              | Dimanche 15 mai 2022 | 22 h 00 - 23 h 08 | 118 748                   | N/A                                    | [ 18 ] |
| 5              | Dimanche 22 mai 2022 | 20 h 56 - 22 h 00 | 159 180                   |                                        | [ 18 ] |
| 6              | Dimanche 22 mai 2022 | 22 h 00 - 23 h 08 | 159 180                   |                                        | [ 18 ] |
|                |                      |                   |                           |                                        |        |
| Moyenne finale | Moyenne finale       | Moyenne finale    | 151 180                   |                                        |        |

- Les plus hauts chiffres d'audience
- Les plus bas chiffres d'audience

#### En France
En France, la série est disponible à partir du 2 mai 2022 sur la plateforme de vidéo à la demande Salto puis diffusée les lundis vers 21 h 10 sur TF1, par salve de deux épisodes à partir du 16 mai 2022.
| Épisode              | Diffusion            | Diffusion            | Audience moyenne          | Audience moyenne                       | Audience moyenne         | Audience moyenne | Réf.   |
| Épisode              | Jour                 | Horaire              | Nombre de téléspectateurs | Part de marché (sur les 4 ans et plus) | Part de marché (FRDA-50) | Classement       | Réf.   |
| -------------------- | -------------------- | -------------------- | ------------------------- | -------------------------------------- | ------------------------ | ---------------- | ------ |
| 1                    | Lundi 16 mai 2022    | 21 h 10 - 22 h 05    | 3 780 000                 | 17,6 %                                 | 17,1 %                   | 1er              | [ 19 ] |
| 2                    | Lundi 16 mai 2022    | 22 h 05 - 23 h 15    | 3 110 000                 | 18,5 %                                 | 17,1 %                   | 1er              | [ 19 ] |
| 3                    | Lundi 23 mai 2022    | 21 h 10 - 22 h 05    | 3 550 000                 | 16,7 %                                 | 16,7 %                   | 1er              | [ 20 ] |
| 4                    | Lundi 23 mai 2022    | 22 h 05 - 23 h 15    | 3 110 000                 | 18,7 %                                 | 16,7 %                   | 1er              | [ 20 ] |
| 5                    | Lundi 30 mai 2022    | 21 h 10 - 22 h 05    | 3 260 000                 | 15,7 %                                 | 16,3 %                   | 1er              | [ 21 ] |
| 6                    | Lundi 30 mai 2022    | 22 h 05 - 23 h 15    | 2 960 000                 | 17,7 %                                 | 16,3 %                   | 1er              | [ 21 ] |
|                      |                      |                      |                           |                                        |                          |                  |        |
| Moyenne de la saison | Moyenne de la saison | Moyenne de la saison | 3 300 000                 | 17,2 %                                 | 16,7 %                   |                  | [ 22 ] |

- Les plus hauts chiffres d'audience
- Les plus bas chiffres d'audience